# Ahmed Kerboua
Ahmed Kerboua (en arabe : أحمد قربوعة) est un footballeur algérien né le 19 mars 1969 à Constantine. Il évoluait au poste de défenseur central.

## Biographie
Il évolue en première division algérienne avec les clubs, du MO Constantine et du RC Kouba. Il dispute 35 matchs en inscrivant un but en Ligue 1.